# مسجد الكورنيش
مسجد الكورنيش، ( مسجد شاطئ الكورنيش ) في مدينة جدة، المملكة العربية السعودية. تاريخ الإنجاز في عام 1407هـ - 1986م.

## الموقع
يقع على الكورنيش الشمالي لمدينة جدة، حيث وقع الاختيار على كثيب رملي يقع على حيز صخري مرجاني لتشييد هذا المسجد الصغير.
يشكل هذا المسجد واحداً من ثلاثة أبنية مصممة على شكل أجنحة على الشريط الساحلي لمدينة جدة في مواجهة البحر الأحمر، مشيراً بقوة إلى الحضور الإسلامي في المكان. فالمسجد بني على الطراز الإسلامي التقليدي، لكنه وفي نفس الوقت محدث ومعدّل ليتناسب مع متطلبات وغايات العصر. أما على الصعيد التقني، فإن هذا البناء يعكس ما قام به المهندسون من أبحاث مكثفة في الطرق المتبعة في بناء المساجد المصرية ذات الثقافة التقليدية الرفيعة المستوى. استخدم الطوب المطلي بالجص في بناء كافة أجزاء الهيكل باستثناء جوف القبة الذي طُلي بلون برونزي داكن. تقع صالة المصلين في مركز يتضمن المحراب الذي يبرز من الجدار الشرقي إلى الخارج تعلوه نافذة صغيرة مدورة، ومدخلاً تغطيه قنطرة من السلاسل، إضافة إلى مئذنة ذات قاعدة مربعة وعمود مثمن الشكل. أثنت لجنة التحكيم على مهندس الجامع لما بذله من جهود في جمع العناصر التشكيلية بطريقة تظهر حاضر المجتمعات الإسلامية وماضيها العريق في الوقت نفسه.

## التصميم

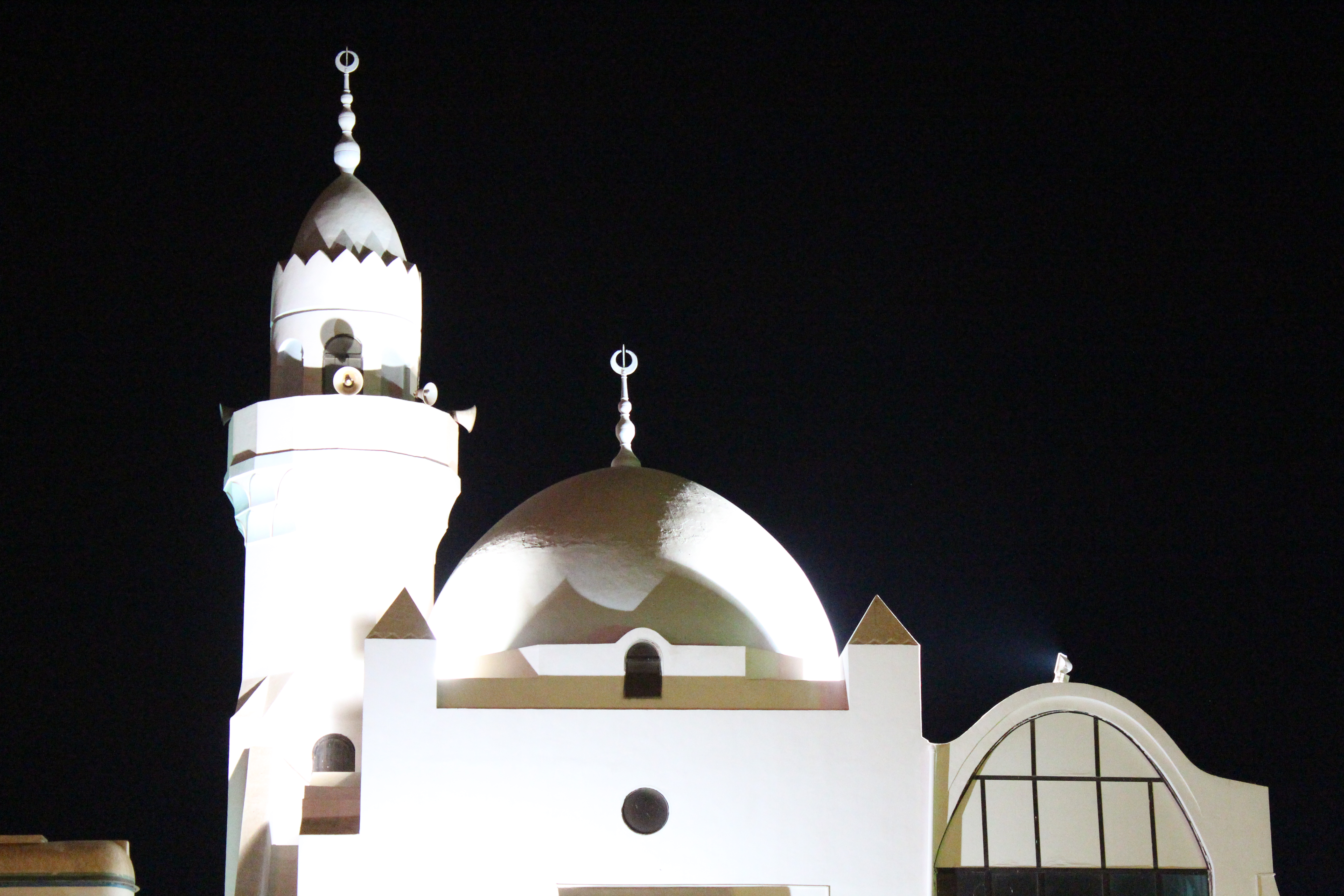
مسجد شاطئ الكورنيش - ليلا

طلب كجزء من برنامج تجميل مدينة جدة، وقد اراد أمين بلدية جدة سابقا معالي المهندس محمد سعيد فارسي بناء هذا المسجد على شاطئ الكورنيش للتأكيد على أهمية الشكل المنحوت كوسيلة لتجميل وتحسين مظهر العندسة المعمارية للمسجد ضمن منظر المندينة المعاصر. والتصميم ذو حجم صغير إلا انه معقد. وقد تم تجميل المدخل من جانب القبلة بقنطرة هائلة باتجاه الداخل، ويمكن القاء نظرة على البحر عبر النافذة ذات القوس المصنوعة من الخشب المشبك ( المشربية ) في آخر الجدار. وتوجد في الجانب الأيمن مصطبة للجلوس تمكن من يجلس عليها من الاستمتاع بالنسيم العليل الناتج من الفعل المتوازي لامتصاص الهواء من القنطرة.
لدى الدخول إلى قاعة الصلاة من فتحة ضيقة في الطرف الايسر للقنظرة، تبدو المئذنة بطولها الكامل بين القبة الرئيسية لقاعة الصلاة والقبتين الأصغر حجما في البهو ذي القناطر. ويشعر المرء بتباين قوي بتدرج الحيز الافقي للقنطرة بالنسبة للظهور المفاجئ للكتلة العمودية للمئذنة. كما يشعر المرء بالأحجام الانسيابية للاقواس والقناطر والقبب في الداخل في وقت ذاته مع ظلالها الخارجية مما يخلق اختلاطا مشرقا بين الداخل والخارج ويمكن الوصول إلى المئذنة عبر درجات تشكل سطحا مائلاً على الواجهة الجنوبية التي تدمج المئذنة بالبناء الرئيسي. وقد ابقي علو المئذنة إلى أقصى حد للغرض ذاته المتمثل في ابقائه ضمن البناء ككل وضمان ظل انسيابي للمسجد.

## الإنشاء
تظهر هنا الامكانيات الكامنة في طوب التراكوتا الأحمر القادر على تحمل الضغط من خلال المرونة الهائلة للتصميم والتي يمكن ان تتبع ضمن التحديدات التي تفرضها المواد غير القابلة للشد والمط. وهنا لم تدع الحاجة لاستخدام الخرسانة إلا في بناء الأسس.

## المهندس المعماري
مسجد شاطئ الكورنيش من تصميم المهندس المعماري عبد الواحد الوكيل. إشراف : كوستز

## جائزة الآغا خان للعمارة
- 1989 - حصل عبد الواحد الوكيل على جائزة الآغا خان للعمارة .[2] عن مسجد الكورنيش في جدة. قيمة الجائزة 200 ألف دولار. وتعد الجائزة بديلة جائزة برتزكر الشهيرة وتمنح لمعماريين يتميزون بالتقليدية أو الكلاسيكية.

## انظر ايضًا
- عبد الواحد الوكيل